# Bargny
Bargny és un municipi francès, situat al departament de l'Oise i a la regió dels Alts de França. L'any 2007 tenia 258 habitants.

## Demografia

### Població
El 2007 la població de fet de Bargny era de 258 persones. Hi havia 88 famílies de les quals 12 eren unipersonals (4 homes vivint sols i 8 dones vivint soles), 24 parelles sense fills, 44 parelles amb fills i 8 famílies monoparentals amb fills.
La població ha evolucionat segons el següent gràfic:
Habitants censats

### Habitatges
El 2007 hi havia 100 habitatges, 93 eren l'habitatge principal de la família, 1 era una segona residència i 6 estaven desocupats. 99 eren cases i 1 era un apartament. Dels 93 habitatges principals, 80 estaven ocupats pels seus propietaris, 11 estaven llogats i ocupats pels llogaters i 2 estaven cedits a títol gratuït; 5 tenien dues cambres, 8 en tenien tres, 23 en tenien quatre i 57 en tenien cinc o més. 78 habitatges disposaven pel capbaix d'una plaça de pàrquing. A 32 habitatges hi havia un automòbil i a 55 n'hi havia dos o més.

### Piràmide de població
La piràmide de població per edats i sexe el 2009 era:
| Homes | Edats   | Dones |
| ----- | ------- | ----- |
| 0     | 95 o +  | 0     |
| 0     | 90 a 94 | 0     |
| 0     | 85 a 89 | 0     |
| 0     | 80 a 84 | 4     |
| 0     | 75 a 79 | 4     |
| 0     | 70 a 74 | 0     |
| 4     | 65 a 69 | 0     |
| 4     | 60 a 64 | 4     |
| 4     | 55 a 59 | 4     |
| 4     | 50 a 54 | 12    |
| 0     | 45 a 49 | 4     |
| 16    | 40 a 44 | 16    |
| 20    | 35 a 39 | 4     |
| 8     | 30 a 34 | 4     |
| 8     | 25 a 29 | 16    |
| 0     | 20 a 24 | 0     |
| 12    | 15 a 19 | 8     |
| 4     | 10 a 14 | 8     |
| 0     | 5 a 9   | 8     |
| 4     | 0 a 4   | 4     |

## Economia
El 2007 la població en edat de treballar era de 174 persones, 144 eren actives i 30 eren inactives. De les 144 persones actives 140 estaven ocupades (71 homes i 69 dones) i 4 estaven aturades (1 home i 3 dones). De les 30 persones inactives 10 estaven jubilades, 12 estaven estudiant i 8 estaven classificades com a «altres inactius».

### Ingressos
El 2009 a Bargny hi havia 95 unitats fiscals que integraven 273 persones, la mediana anual d'ingressos fiscals per persona era de 21.408 €.

### Activitats econòmiques
Dels 7 establiments que hi havia el 2007, 5 eren d'empreses de construcció, 1 d'una empresa de comerç i reparació d'automòbils i 1 d'una empresa de serveis.
Dels 3 establiments de servei als particulars que hi havia el 2009, 1 era un paleta i 2 fusteries.
L'any 2000 a Bargny hi havia 4 explotacions agrícoles.

## Equipaments sanitaris i escolars
El 2009 hi havia una escola elemental integrada dins d'un grup escolar amb les comunes properes formant una escola dispersa.

## Poblacions més properes
El següent diagrama mostra les poblacions més properes.